# أغستاش شاحب الأزهار
أغستاش شاحب الأزهار (الاسم العلمي: Agastache pallidiflora) نوع نباتي يتبع جنس الأغستاش وينتمي إلى الفصيلة الأغستاش.